# Gery Bruneel
Gery Bruneel (Kemmel, 17 februari 1937) is een Belgisch dirigent, muziekpedagoog en trombonist.

## Levensloop
Bruneel studeerde aan de Stedelijke Muziekacademie te Ieper (1949 – 1952). Tijdens het prijsuitreikingsconcert op 30 november 1952 trad hij op met trombone met het stuk "Pièce concertante" van Fernand Rogister. Van 1950 tot 1956 was Gery Bruneel lid van de Koninklijke Harmonie Ypriana.  Zijn hogere muziekstudies volgde hij aan het Koninklijk Conservatorium Gent; daar behaalde hij volgende Eerste Prijzen: notenleer bij J. Mestdagh (1955), transpositie bij G. Hespel (1958), trombone bij G. Vanhoutte (1958) met op het programma werk van E. Bigot, J. Jongen, P. Bonneau, H. Büsser en L. Delcroix, tuba bij G. Vanhoutte (1960) met op het programma werk van G. Pierné, A. Dupuis, J. Jongen, M. Debaar en W.A. Mozart, geschreven harmonie bij J. Vignery (1965), contrapunt bij J. Mestdagh (1968), fuga bij J. Mestdagh (1969).
Gery Bruneel was tevens freelancer in het Kamerorkest van de BRT – Orkest RTBT – NOB – Koperensemble Theo Mertens. Hij speelde in de volgende orkesten: Opéra Royal de Liège o.l.v. Marcel Désiron (1960-1964), de Muziekkapel van de Eerste Infanteriedivisie in het Duitse Soest (1954-1960) onder leiding van Gaston Devenijns en Yvon Ducène, in de Muziekkapel van de Gidsen tenortuba (1961-1963) en bastrombone (1963-1975) onder leiding van Karel Torfs en Yvon Ducène.
Als dirigent was hij werkzaam voor de Koninklijke Muziekvereniging De Leiezonen Desselgem en Vermaak Na Arbeid Tielt.
Hij was leraar koper in de muziekacademies van Waregem, Geraardsbergen en Tielt (1964-1971), docent contrapunt en fuga aan het Koninklijk Conservatorium te Gent en docent alt-, tenor- en bastrombone plus tenor-en bastuba aan het Koninklijk Conservatorium Brussel (1974-1997). Op 1 maart 1970 werd Gery Bruneel directeur van de Stedelijke Academie voor Muziek en Woord te Veurne (tot 1997). Daar startte hij in 1975 een Symfonisch Jeugdorkest op. Deze academie was onder zijn leiding pilootschool bij de hervorming van het Deeltijds Kunstonderwijs (1988).

## Prijzen en eretitel
- tijdens Provinciale Muziektornooien verkreeg de Koninklijke Muziekvereniging De Leiezonen Desselgem onder leiding van Bruneel promotie van derde naar tweede afdeling en van tweede naar eerste   afdeling
- o.l.v. dirigent Gery Bruneel werd "Vermaak Na Arbeid Tielt" in oktober 1968 laureaat, in april 1970 verkreeg ze promotie naar tweede afdeling en later naar eerste afdeling
- Nationale onderscheiding: Ridder in de Kroonorde (Kon. Besluit van 22 augustus 1983).